# Robert Wahl

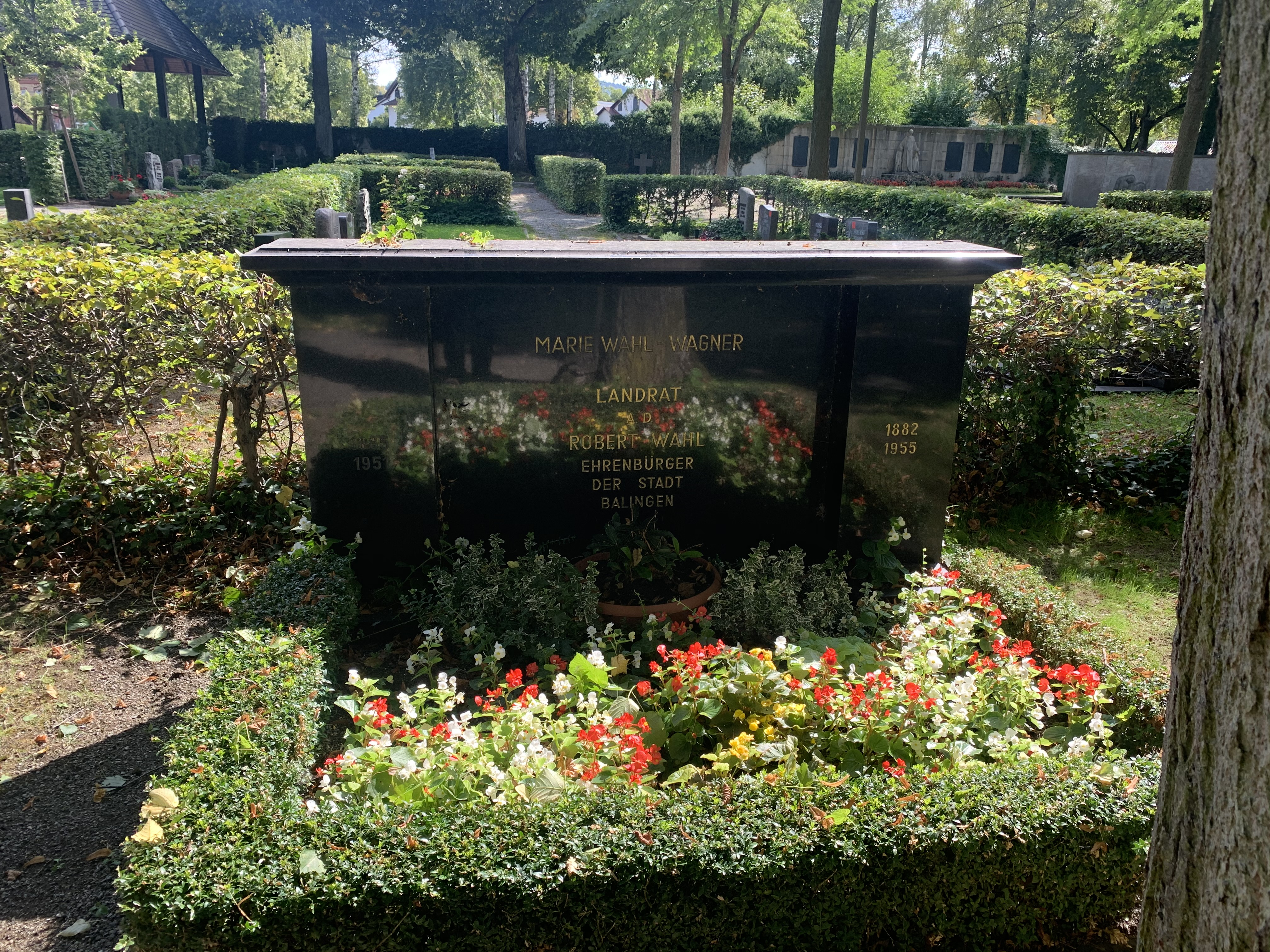
Grab von Robert Wahl auf dem Friedhof Balingen

Robert Wahl (* 22. August 1882 in Balingen; † 5. Dezember 1955 ebenda) war ein deutscher Unternehmer und Kommunalpolitiker.

## Werdegang
Wahl war Inhaber einer Maschinenfabrik in Balingen. Von 1922 bis 1928 war er Mitglied des Gemeinderats. Nach Ende des Zweiten Weltkriegs wurde er als Bürgermeister von Balingen eingesetzt. Dieses Amt übte er 14 Monate bis zum 2. September 1946 aus.
Zugleich war er vom 24. Mai 1945 bis 14. Juli 1948 Landrat des Landkreises Balingen. Er ist auf dem Friedhof in Balingen bestattet.

## Ehrungen
- 1946: Ehrenbürger der Stadt Balingen
- 1952: Verdienstkreuz am Bande der Bundesrepublik Deutschland
- 1953: Großes Verdienstkreuz der Bundesrepublik Deutschland

| Personendaten    | Personendaten                               |
| ---------------- | ------------------------------------------- |
| NAME             | Wahl, Robert                                |
| KURZBESCHREIBUNG | deutscher Unternehmer und Kommunalpolitiker |
| GEBURTSDATUM     | 22. August 1882                             |
| GEBURTSORT       | Balingen                                    |
| STERBEDATUM      | 5. Dezember 1955                            |
| STERBEORT        | Balingen                                    |